# カール・トロール

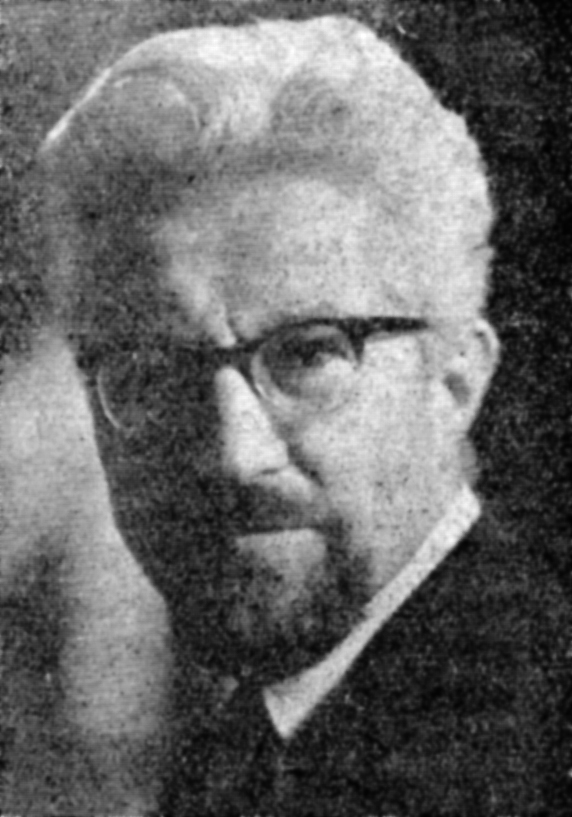
Carl Troll (1976)

カール・トロール（Carl Troll, 1899年12月24日 - 1975年7月21日）は、ドイツの地理学者。専門は気候学、植物地理学などの自然地理学。国際地理学連合会長を務めるなど、20世紀のドイツの地理学界をリードした人物のひとりである。景観生態学（地生態学）の父としても知られる。兄は植物学者のヴィルヘルム・トロール。

## 生涯
ドイツ・バイエルン州のヴァッサーブルクの生まれ。ミュンヘン大学へ進学し、植物学、地理学、化学、気候学、物理学などを学んだ。1921年に植生学に関する研究で学位取得。地理学にも通じていたが当初は植物学者を目指していた。しかしミュンヘン大学に助手として採用される条件として地理学にも従事することが条件であったので、これが契機となり地理学者としての道が始まった。当初は、地元・バイエルンの地形の研究を行い、後に中南米の調査旅行に行った。
トロールはラントシャフト（景観）こそが地理学の中心概念であると考え、気候・地形・植生と人間とのかかわりを精密かつ総合的に把握することに努めた。その業績は自然地理学の各分野の多岐に及ぶ。特にトロールの気候区分はよく知られている。また、トロールは、こうした植生・気候・地形の諸要素と人間とのかかわりを景観的に総合的に把握する分野の必要性を唱えて、景観生態学という分野を提唱した。中南米のみならず、カナダやタイ、台湾など世界各国を回った。また論文・著作も多く、その数は単著のみでも400本近くにものぼる。また、地理学雑誌 Erdekunde を1947年に創刊。これは、現在でもドイツにおける重要な地理学の学術雑誌である。
1930年からベルリン大学教授、1937年にはボン大学教授になる。1960-1961年までボン大学学長。1960-1964年までは国際地理学会会長を務めた。1975年に75歳で死去。